# Ellen Rehm
Ellen Rehm (* 4. Juli 1962 in Münster) ist eine deutsche Altorientalistin.

## Leben
Von 1982 bis 1991 studierte Rehm Altorientalische Altertumskunde und Philologie, Klassische Archäologie und Ägyptologie an der Universität Münster. Nach der Promotion 1991 in Münster (Untersuchungen zum achämenidischen Schmuck) und der Habilitation 2001 an der Johann Wolfgang Goethe-Universität Frankfurt am Main lehrt sie seit 2015 als außerplanmäßige Professorin in Münster.

## Schriften
- Der Schmuck der Achämeniden (= Altertumskunde des Vorderen Orients. Band 2). Münster 1992, ISBN 3-927120-11-1.
- Waffengräber im Alten Orient. Zum Problem der Wertung von Waffen in Gräbern des 3. und frühen 2. Jahrtausends v. Chr. in Mesopotamien und Syrien. Oxford 2003, ISBN 1-84171-557-3.
- Der Ahiram-Sarkophag (= Dynastensarkophage mit szenischen Reliefs aus Byblos und Zypern. Teil 1.1; = Forschungen zur phönizisch-punischen und zyprischen Plastik. Band 2.1.1). Philipp von Zabern, Mainz 2004, ISBN 3-8053-3340-4.
- mit Eva Andrea Braun-Holzinger: Orientalischer Import in Griechenland im frühen 1. Jahrtausend v. Chr. Münster 2005, ISBN 3-934628-72-9.